# Eataly
Eataly é a maior rede italiana de supermercado no mundo, compreendendo uma variedade de restaurantes, alimentos e bebidas, padaria, artigos de varejo e uma escola de culinária. Eataly foi fundado por Oscar Farinetti, um empresário antes envolvido com o comércio de eletrônicos e colaborador da Slow Food.

## História

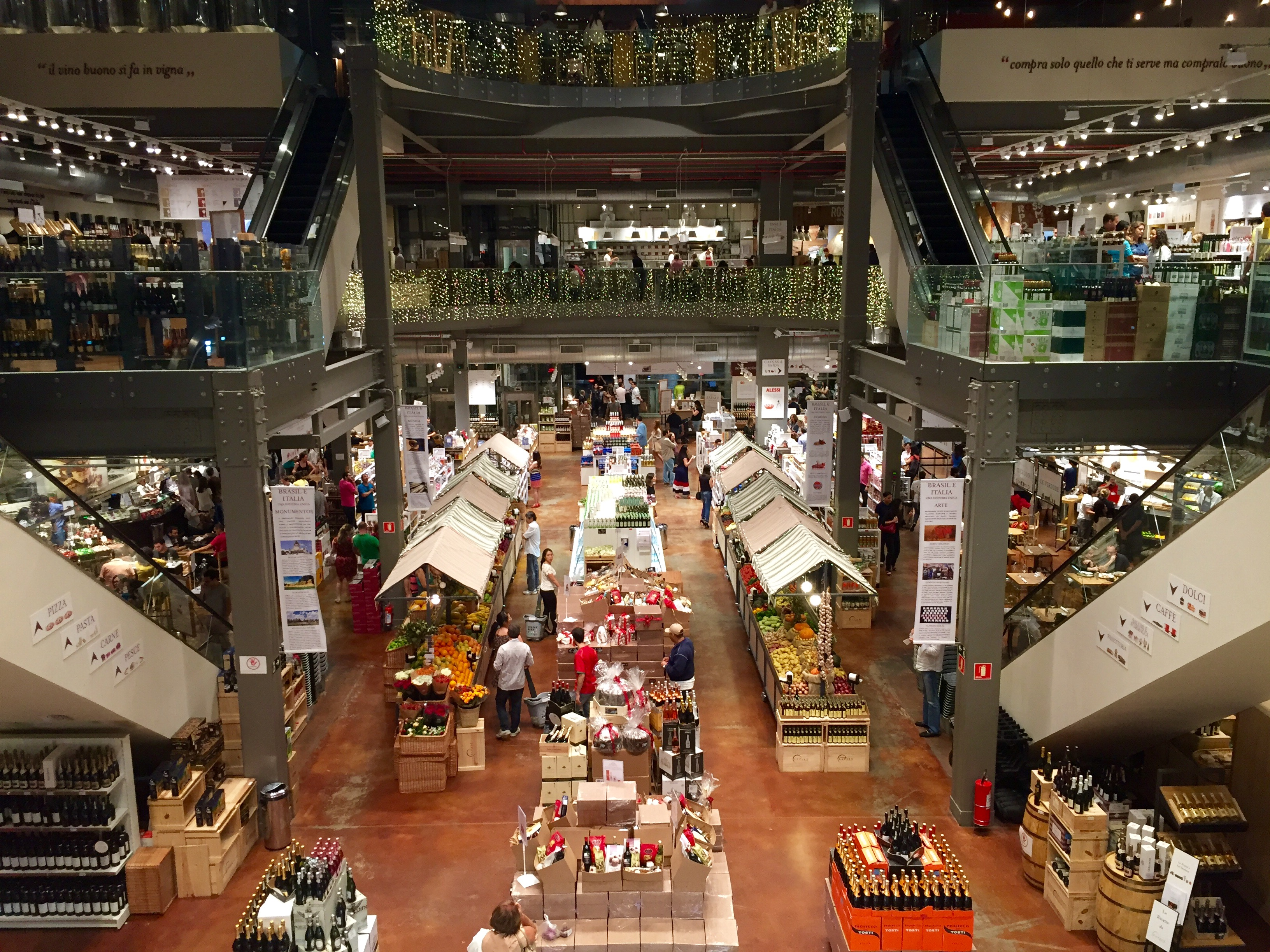
Loja em São Paulo, janeiro de 2016.

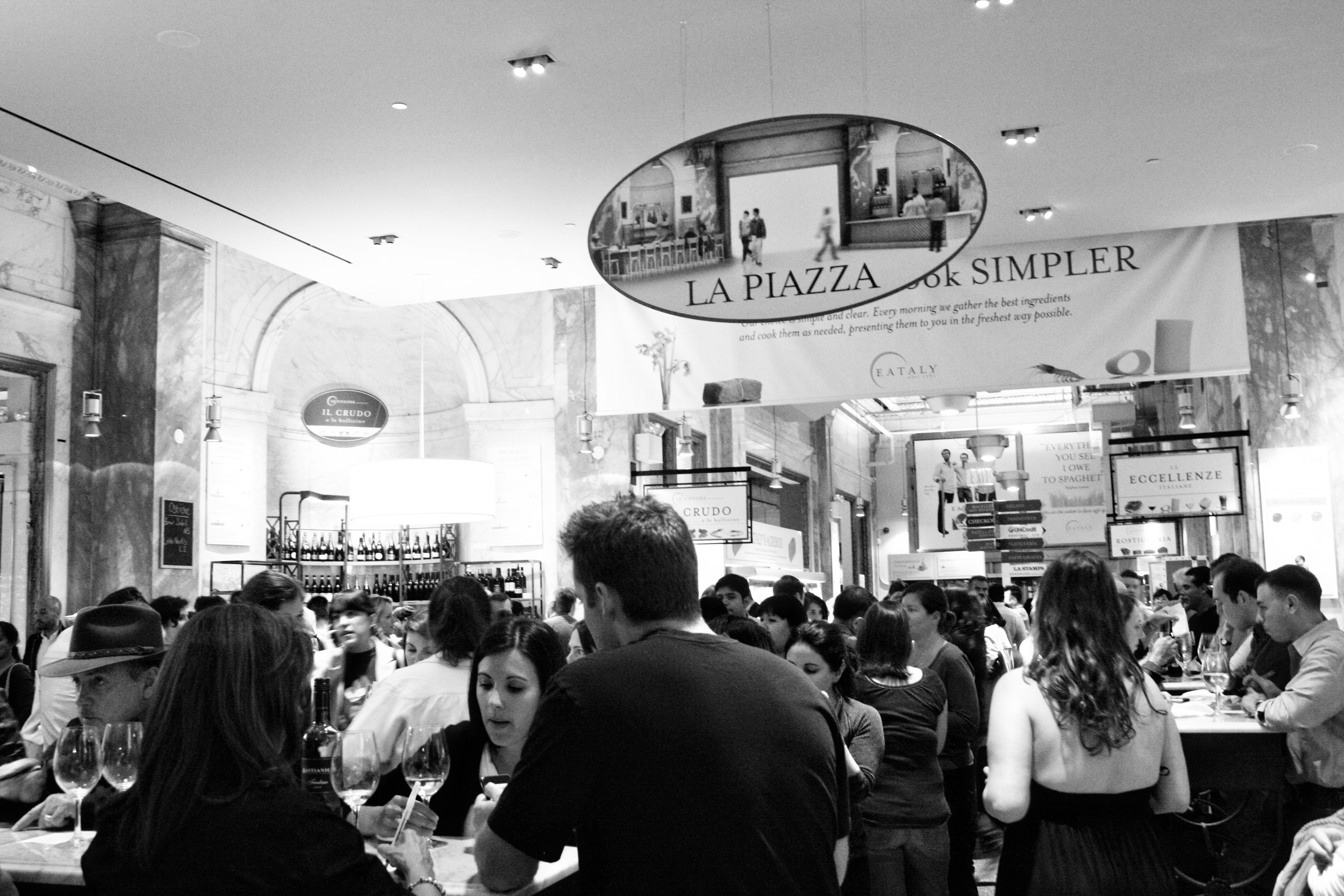
Eataly na cidade de New York, setembro de 2010

Em janeiro de 2007, o empresário italiano Oscar Farinetti converteu uma fábrica de vermute fechada na primeira unidade do Eataly.  Localizada em Lingotto, Turin, é facilmente acessada pela estação de metrô Lingotto.  The New York Times a descreveu como uma "megaloja" que "combina elementos de uma movimentada feira europeia, de um supermercado como o Whole-Foods, de uma praça de alimentação de alto nível e de um centro de aprendizagem da Nova Era."  Farinetti logo planejou abrir lojas adicionais em outras localidades da Itália e em Nova Iorque.
O Eataly da cidade de Nova Iorque é localizado perto do parque Madison Square e possuído pelo "Eataly in Italy" e "Batali & Bastianich Hospitality Group", uma parceria entre Mario Batali, Lidia Bastianich e Joe Bastianich. A loja tem mais de 4.600 metros quadrados e abriu com grande cobertura da impressa em 31 de agosto de 2010. Batali descreveu o local como um supermercado com área de degustação. Prefeito Michael Bloomberg esteve presente durante a inauguração, exaltando o Eataly por criar 300 novos empregos. Duas semanas após a abertura e ainda havia filas pela Fifth Avenue para entrar na loja e desde então os restaurantes têm sido elogiados pela crítica.
A empresa ainda tem unidades adicionais na Itália, algumas em Tóquio, and was also scouting for other locations as of 2010. Em 2012, foi aberta a maior loja da empresa na Roma, na estação de trem abandonada de Ostiense. Há um Eataly na área do Porto Antico, em Génova.
Em 2 de dezembro de 2013, a empresa abriu uma nova loja em Chicago, com 5.800 metros quadrados, sendo a maior nos Estados Unidos. O custo de construção da loja é estimado em US$ 20 milhões. Em 18 de março de 2014 foi inaugurada uma loja 500 metros quadrados no Milão. 
O fundador Oscar Farinetti recebeu o prêmio America Award da Italy-USA Foundation em 2013. Em 16 de dezembro de 2014, foi aberta uma loja no Zorlu Center, em Instambul, a primeira do país. Em 19 de maio de 2015, foi inaugurada a primeira loja no hemisfério sul, em São Paulo. Em 26 de novembro de 2015, Eataly abriu uma unidade em Munique, sendo a primeira localização na Alemanha.

## Nome

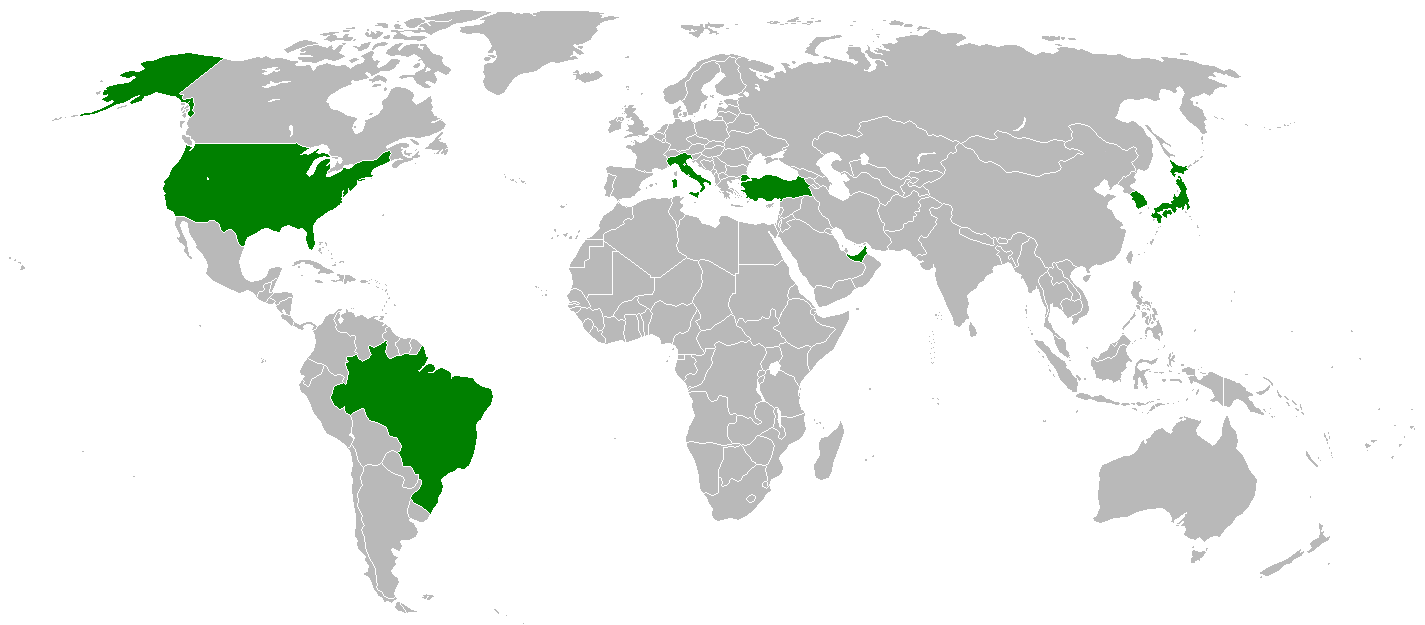
Países com um supermercado Eataly

O nome "Eataly" foi cunhado por Celestino Ciocca, um consultor de estratégia de marca que já tinha trabalhado para a Texas Instruments, assim como à Ernst & Young. O domínio foi registrado em 23 de fevereiro de 2000 e a marca registrada em junho de 2000. Celestino Ciocca vendeu (através da empresa de sua família) todos os direitos do nome para Natale Farinetti em 3 de fevereiro de 2004, como disponível no repertório público repertorio n° 96538 – raccolta n° 11510.
Website

## Localizações
| América - Estados Unidos: 4 (Chicago, New York City) - Brasil: 1 (São Paulo) | Ásia-Pacífico - Japão: 11 (Osaka, Tokyo, Yokohama) - Emirados Árabes Unidos: 1 (Dubai) - Coreia do Sul: 2 (Seoul, Seongnam) | Europa - Itália: 16 (Bari, Bologna, Catania, Florence, Forlì, Genoa, Milan (2), Monticello d'Alba, Piacenza, Pinerolo, Rome (2), Turin, Trieste, Verona) - Alemanha: 1 (Munich) - Turquia: 1 (Istanbul) |

Estão também planejadas lojas em: Boston, Hong Kong, Londres, Century City, Cidade do México, Moscou, Nova Iorque (segunda loja), Paris, Filadélfia, Rio de Janeiro, Sydney, Toronto, Washington D.C.